# Tibi
Tibi es un municipio de la Comunidad Valenciana, España. Situado en el interior de la provincia de Alicante, en la comarca de la Hoya de Alcoy, y en la subcomarca tradicional y geográfica de la Hoya de Castalla (INE 2016).

## Geografía
Se trata de una pequeña población de 1634 habitantes situada sobre una colina, localizada entre el Maigmó y la peña Mitjorn. Enfrente se encuentran, sobre otra colina, los restos de un antiguo castillo árabe del siglo X. Por su término municipal pasa el río Verde o Monnegre, que a 3 km de la localidad forma el pantano de Tibi.
El clima es mediterráneo de interior, con veranos secos y calurosos e inviernos breves, relativamente fríos. La temperatura media anual es de 16° y 421 mm de precipitaciones.
El término municipal de Tibi presenta una gran belleza paisajística que incita a la realización de senderismo. Aparte de la visita del pantano de Tibi, una buena excursión es seguir el río Verde desde el puente que lo cruza, a los pies de la colina de Tibi, hasta la cola del embalse; durante este paseo se pueden observar distintas formaciones geológicas y antiguas construcciones de agricultores.
Por otro lado, se puede ascender el monte Maigmó por carretera o a pie hasta el llamado Balcón de Alicante, desde donde se divisa una bonita vista de la capital.
Se comunica, a través de la CV-810 que enlaza con la autovía A-7, con Alicante y Valencia.

### Comarca
Aunque administrativamente Tibi pertenece a la comarca de la Hoya de Alcoy —y, dentro de ella, a la subcomarca histórica de la Hoya de Castalla, en la práctica se integra de manera muy notable en el Campo de Alicante. Esto se explica por varios factores: el pantano de Tibi, que embalsa las aguas del río Verde con una capacidad aproximada de 2 000 000 m³, gestiona el riego de la huerta y el área metropolitana alicantina. Además, el turismo de interior (senderismo, miradores) conecta sus servicios y actividades con el dinamismo económico y social de la comarca alicantina, tanto que las recientes propuestas de reforma comarcal de la Generalidad Valenciana contemplan su traslado administrativo al Campo de Alicante. En abril de 2025 el PSPV‑PSOE de la comarca de l’Alacantí alcanzó un acuerdo de unidad para renovar su dirección, en el cual José Luis Candela, alcalde de Tibi, fue nombrado vicesecretario general y portavoz comarcal pese a no formar parte oficialmente de esa comarca.

### Localidades limítrofes
Limita con los términos municipales de Agost, Alicante, Castalla, Jijona y San Vicente del Raspeig.

## Historia
La población tiene origen musulmán, al igual que su castillo, declarado Bien de Interés Cultural. El recinto del castillo tuvo mucha importancia durante la Reconquista, pues según el tratado de Almizra (1244), quedó dentro de la Corona de Aragón, siendo puesto fronterizo con Castilla. Jaime I de Aragón lo donó al caballero navarro Sancho de Lienda, que fue el primer señor feudal de Tibi. A partir del siglo XIV, fue incorporada a la baronía de Castalla.

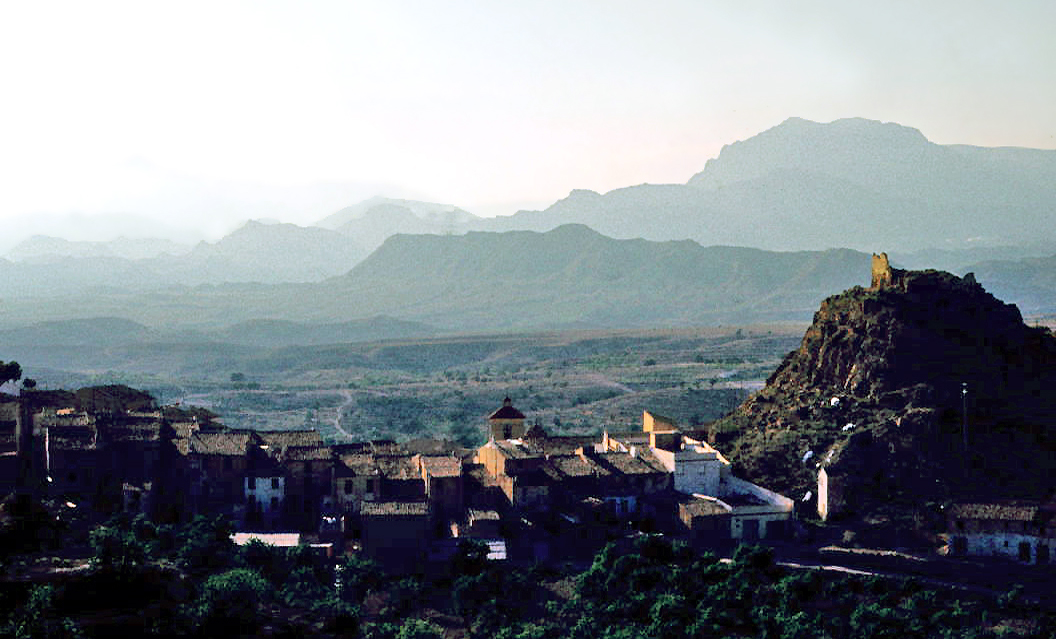
Tibi en la década de 1970

Durante la guerra de Sucesión, al igual que el resto de la comarca, se mantuvo fiel a Felipe V de Borbón, lo que le valió el privilegio de ser denominada Villa en 1705 y el título de "Muy noble, fiel y leal", cuyas iniciales aparecen en el escudo.

## Geografía humana

### Demografía
Cuenta con una población de 1803 habitantes (INE 2024).
| Gráfica de evolución demográfica de Tibi entre 1842 y 2021                                                            |
| |
| Población de derecho según los censos de población del INE. Población de hecho según los censos de población del INE. |

| Población | 1571 | 1652 | 1457 | 1439 | 1293 | 1218 | 1137 | 1041 | 986 | 1045 | 1205 | 1485 | 1625 | 1761 |

### Economía
Industria dedicada al plástico expandido. Agricultura de secano con abundante producción de oliva y almendra.

## Política
| Periodo   | Nombre                      | Partido   |
| --------- | --------------------------- | --------- |
| 1979-1983 | Antonio Mira Bellido        | UCD       |
| 1983-1987 | Antonio Mira Bellido        | AP        |
| 1987-1991 | Antonio Mira Bellido        | AP        |
| 1991-1995 | Antonio Mira Bellido        | PP        |
| 1995-1999 | Ángel Galiano Ventura       | PP        |
| 1999-2003 | Ángel Galiano Ventura       | PP        |
| 2003-2007 | Jesús Ferrara Maches        | PSPV-PSOE |
| 2007-2011 | Jesús Ferrara Maches        | PSPV-PSOE |
| 2011-2015 | Juan José Ballester Sirvent | PP        |
| 2015-2019 | Juan José Ballester Sirvent | PP        |
| 2019-2023 | José Luis Candela Galiano   | PSPV-PSOE |
| 2023-act. | José Luis Candela Galiano   | PSPV-PSOE |

## Monumentos y lugares de interés
Los emplazamientos más destacados de este municipio son:
- Castillo. Los orígenes del castillo son musulmanes, probablemente del siglo X. Actualmente se halla en estado de ruina, aunque aún mantiene varios restos sobresalientes, entre los que destacan varios lienzos de muralla con fábrica de mampostería, así como una torre de base cuadrada y con talud que debió ser la de homenaje. Se encuentra bajo la protección de la Declaración genérica del Decreto de 22 de abril de 1949 y la Ley 16/1985 sobre el Patrimonio Histórico Español.
- Iglesia parroquial. Edificio de interés arquitectónico de mediados del siglo XIX.

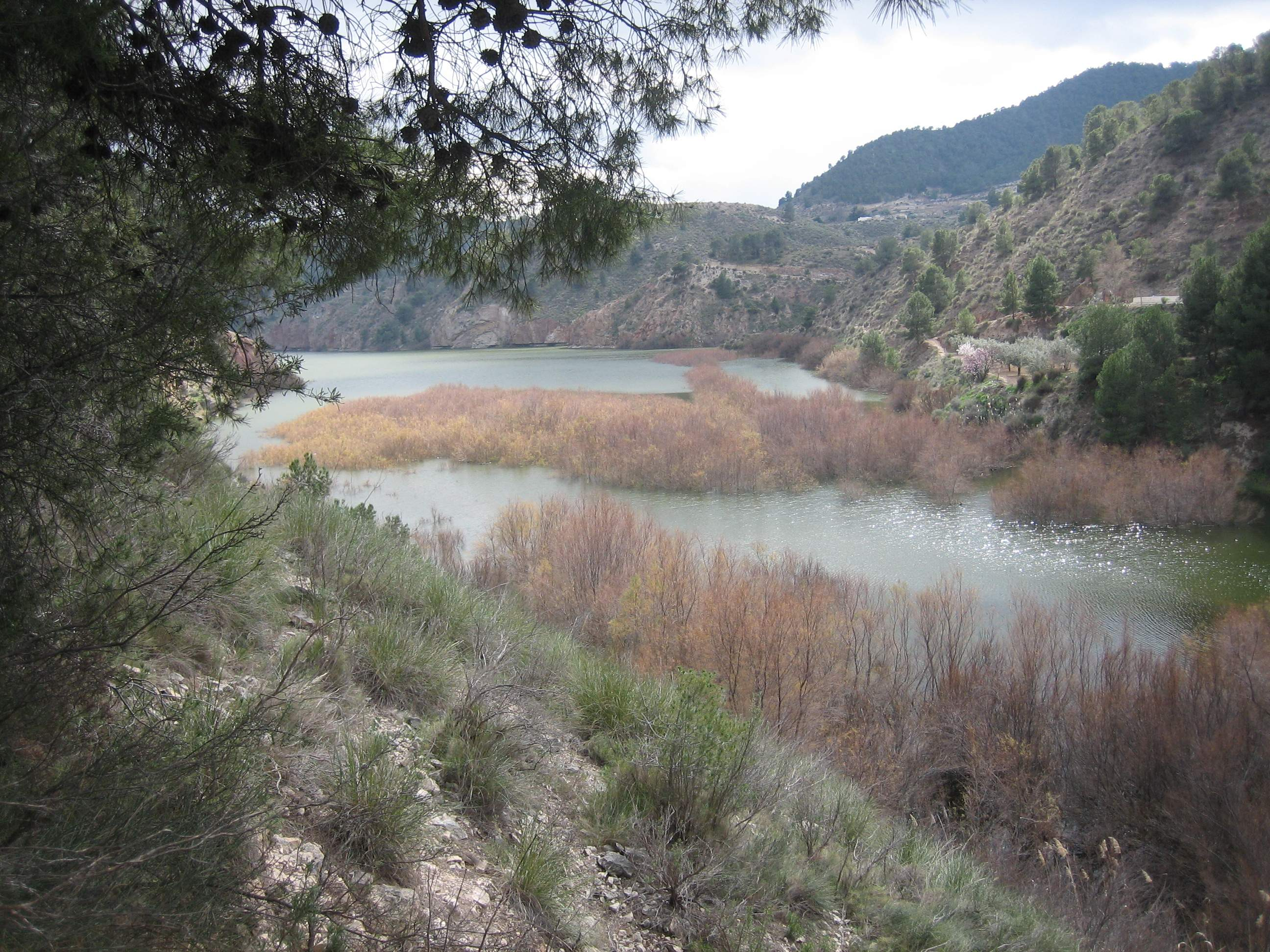
Cola del pantano de Tibi

- Pantano de Tibi. Accesible por carretera desde la localidad, almacena las aguas del Río Verde para administrar su uso en el Campo de Alicante, con una capacidad aproximada de 2 000 000 m³. Las obras para la construcción de su presa se iniciaron el 17 de agosto de 1580 y finalizaron en 1594, con el permiso de Felipe II que envió a Juanelo Turriano a conocer el proyecto ideado por Pedro Cano Izquierdo, que hizo estudiar y ejecutar el proyecto de construir un muro entre los cerros Mos del Bou y la Cresta para detener las aguas del río Verde y utilizarlas en la estación seca. La presa mide en su base 33 m por 60 cm de espesor, disminuyendo proporcionalmente a medida que se eleva hasta 20 m que mide su coronamiento. La presa sufrió una importante rotura en 1697, pero entró de nuevo en servicio en 1738 y sigue todavía en funcionamiento. La presa fue declarada Bien de Interés Cultural en 1994 y en la actualidad está integrado en el Plan Hidrológico Nacional.
- La Glorieta. Situada junto al paseo de la Alameda y el parque de la Era del Teular, que continúa el paseo de la Santa, donde se encuentra la ermita en honor a Santa María Magdalena detrás de la cual se accede al paseo de l'Ull de la Font.

## Fiestas
Las festividades tradicionales de este pueblo son:
- Fiestas patronales. Se celebran del 21 al 25 de julio en honor de Santa María Magdalena. Suelta de vaquillas en el casco urbano cerradas sus calles con barreras. Entrada de penyes y procesiones.
- Danzas de Reyes. Se inician el día de reyes y se celebran durante dos a tres fines de semana. Pregón de pirotecnia, danzas de dulzaina y tamboril (ball del caragol) y subasta de rollos y toñas.
- Les Enramaes. Primer Domingo de Pascua. Tradicionalmente los quintos recogían leña de pino y engalanaban con arcos rameados sus calles durante la madrugada del domingo. En la mañana siguiente se trocean y se entregan a las casas recibiendo a cambio ayuda para ir al servicio militar.
- Romería de la Pedrera. Último fin de semana de noviembre. Danzas.
- El correfocs. Se trata de una festividad cuya temática se trata de la representación de los diablos procedentes del infierno. A las 23.00h a mediados de junio, los espectadores de esta fiesta, se preparan para interactuar con dichos personajes y formar parte del espectáculo de fuego y locura que invade la localidad esa noche.